# 丛簇曲霉
丛簇曲霉（学名：Aspergillus caespitosus）是属于散囊菌目发菌科曲霉属的一种真菌，可生长在霉面包、土壤等基物上。该种分布于台湾等地。